# ERV Schweinfurt
Der Eislauf- und Rollschuh-Verein Schweinfurt e. V.  ist ein Sportverein aus Schweinfurt mit den Abteilungen Eishockey, Rollhockey, Inlinehockey, Eiskunstlauf, Speedskating und Eisstocksport. Derzeit spielt die erste Eishockeymannschaft in der viertklassigen Bayernliga.

## Geschichte

### Frühe Jahre des Eislauf- und Rollschuhvereins
Bereits 1909 wurde von den Einheimischen ein Verein gegründet, der an der ehemaligen Ludwigsbrücke in Schweinfurt eine eigene Eisbahn betrieb. Der damalige Eislaufverein zählte zeitweilig bis zu 500 Mitglieder, die meist aus bürgerlichen Kreisen kamen. Nach dem Ersten Weltkrieg fusionierte die Turngemeinde 1848 e. V. mit dem 1.FC Schweinfurt 05, trennte sich allerdings 1923 wieder und die Eisbahn ging in den Besitz der Stadt über.
Erst 1932 formierte sich wieder eine neue Eislaufabteilung, die zunächst im Sommer Rollhockey und im Winter auf einer Spritzeisbahn Eishockey spielte. Da der Sport vorwiegend im Freien ausgeübt wurde, fand der Verein im Stadtparksaal eine Trainings- und Spielstätte. In der angrenzenden Gaststätte wurde schließlich am 13. November 1934 der „Eislauf- und Rollschuhverein Schweinfurt“ gegründet. Die behördliche Genehmigung erfolgte im April 1935. Aufgrund des Bodenverschleißes durch die Rollschuhe mussten die Schweinfurter regelmäßig die Spielstätte wechseln und im Jahr 1938 wurde mit dem Bau einer Rollschuhbahn begonnen, welche im gleichen Jahr übergeben wurde.
Da witterungsbedingt nur in wenigen Tage im Jahr auf der Spritzbahn Eissport betrieben werden konnten, trugen die Eishockeyspieler ihr erstes Spiel im Linde-Stadion gegen die Hockeygesellschaft Nürnberg aus. Die Einberufung der Spieler in den Wehrdienst und die späteren Bombenangriffe auf Schweinfurt im Jahr 1943 brachten den Sportbetrieb vorläufig zum Erliegen. Nach Kriegsende kam es schließlich am 27. April 1946 zur Neugründung des Vereins. Hierbei wurde zunächst die zerstörte Rollschuhbahn instand gesetzt und im Sommer 1946 wiedereröffnet. Ein Jahr später fand die süddeutsche Meisterschaft im Rollhockey statt, bei der der ERV auf Anhieb den zweiten Platz belegte. Nachdem die alte Rollschuhbahn im Willy-Sachs-Stadion immer reparaturanfälliger wurde, und die Stadt den Platz für die Errichtung weiterer Tennisplätze benötigte, erfolgte im Jahre 1958 die Planung für eine neue Rollsportanlage, die mit einer Rollschnelllaufbahn versehen werden sollte. Diese wurde schließlich am 10. Juni 1960 eingeweiht.
Nachdem es bereits 1951 erste Bestrebungen gab, eine Kunsteisbahn in Schweinfurt zu errichten, dauerte es bis zum Jahr 1967, dass die Stadt auf der heutigen Fläche des „Icedomes“ die Baugenehmigung erteilte. Die Eröffnung der Eisbahn erfolgte am 1. Dezember 1973.

### Geschichte der Eishockeyabteilung
Die Eishockeymannschaft des ERV tauchte erstmals im höherklassigen Ligenspielbetrieb in der Saison 1985/86 in der Regionalliga Süd auf, jedoch wurde die Mannschaft nach der Saison zurückgezogen und setzte den Spielbetrieb in den unterklassigen Ligen fort. 1990 gelang wieder der Aufstieg in die Regionalliga Süd, in der die Mannschaft bei Einführung der Deutschen Eishockey Liga 1994 auch mitspielte. Nach zwei Spielzeiten in der 2. Liga Süd wurde die Mannschaft 1996 erneut zurückgezogen und setzte den Spielbetrieb in den unterklassigen Ligen fort. Nach der Meisterschaft 2000 gelang zur Saison 2000/01 der erneute Aufstieg aus der Bayernliga in die Regionalliga Süd.
Im Sommer 2003 wurde die Profimannschaft in die Mighty Dogs Eishockey GmbH ausgelagert und spielte in der Saison 2003/04 unter dem Namen Mighty Dogs Schweinfurt in der Oberliga. Für die Saison 2004/05 wurde der Namen der Mannschaft in Mad Dogs Schweinfurt geändert – einen Namen, der zuletzt der Profimannschaft des EC Hedos München – den Mad Dogs München in der Saison 1994/95 kein Glück brachte.
Im Sommer 2005 musste für die GmbH ein Insolvenzantrag gestellt werden und die Lizenzvoraussetzungen für die Oberliga 2005/06 konnten weder vom Verein noch von der insolventen GmbH erfüllt werden. Die Amateurmannschaft des ERV, die 2004/05 an der Bezirksliga Bayern teilnahm, setzte den Spielbetrieb zur Saison 2005/06 in der Landesliga Bayern wieder unter dem Namen Mighty Dogs fort und erreichte den dritten Platz in der Landesligameisterschaft durch einen Sieg in den Playoffs gegen die Mannschaft vom EHC 80 Nürnberg. Durch das Ausscheiden der Mannschaft des TuS Geretsried im Frühjahr 2006 aus der Bayerischen Eishockey-Liga durfte die Seniorenmannschaft des ERV als erster Nachrücker doch in die Liga aufsteigen. In der Saison 2008/09 wurde die Mannschaft Bayerischer Meister. Auf das damit verbundene Recht zum Aufstieg in die Oberliga wurde von Seiten der Verantwortlichen verzichtet. Zur Saison 2009/10 wurde zusätzlich zur 1. Seniormannschaft erneut eine 2. Seniorenmannschaft für die – sechstklassige – Bezirksliga Bayern gemeldet, die in der ersten Spielzeit sofort Bayerischer Bezirksligameister wurde, auf den Aufstieg jedoch verzichtete.
In der Saison 2011/12 sicherte sich die 1. Mannschaft durch einen Sieg gegen Sonthofen den Einzug in das Finale der Bayernliga und den damit verbundenen Aufstieg in der Oberliga Süd.
Am 11. Oktober 2013 schloss Schweinfurt eine Förderlizenzvereinbarung mit dem EC Bad Nauheim aus der DEL2 ab.
Nach der Saison 2013/14 zog sich der Verein aus finanziellen Gründen aus der Oberliga Süd zurück.

### Erfolge
- Aufstieg in die 2. Eishockey-Liga 1994
- Meister Oberliga Süd/Ost 2003
- Aufstieg in die Oberliga 2002, 2012
- Aufstieg in die Regionalliga 1985, 1990, 2000, 2006, 2018
- Bayernliga Rekordmeister (4)
- Bayerischer Meister (4. Liga) 2009, 2012
- Bayerischer Meister 1990, 2000
- Bayerischer Landesliga-Meister 1989
- Meister Bayerische Landesliga Nord 1979, 1989, 2006, 2017
- Vizemeister Bayerische Landesliga Nord 1976, 1988, 2016
- Bayernkrug Pokalfinale 2006
- ERVS-1b Bayerischer Bezirksliga-Meister 2010

### Platzierungen
| Saisonbilanzen ab 1975 | Saisonbilanzen ab 1975 | Saisonbilanzen ab 1975 | Saisonbilanzen ab 1975 | Saisonbilanzen ab 1975 | Saisonbilanzen ab 1975 | Saisonbilanzen ab 1975 | Saisonbilanzen ab 1975   | Saisonbilanzen ab 1975 |
| Saison                 | Liga                   | Klasse                 | Gruppe                 | Platzierung            | PO                     | PD                     | Endplatzierung           | Zuschauer Ø            |
| ---------------------- | ---------------------- | ---------------------- | ---------------------- | ---------------------- | ---------------------- | ---------------------- | ------------------------ | ---------------------- |
| 1975/76                | Landesliga             | V I                    | Nord                   | Vizemeister            |                        |                        |                          |                        |
| 1976/77                | Landesliga             | V I                    | Nord                   | 4. Platz               |                        |                        |                          |                        |
| 1977/78                | Landesliga             | V I                    | Nord                   |                        |                        |                        |                          |                        |
| 1978/79                | Landesliga             | V I                    | Nord                   | Meister                |                        |                        | ↑                        |                        |
| 1979/80                | Bayernliga             | V                      | –                      |                        |                        |                        | 11. Platz                |                        |
| 1980/81                | Bayernliga             | V                      | –                      |                        |                        |                        | 6. Platz                 |                        |
| 1981/82                | Bayernliga             | V                      | –                      |                        |                        |                        | 9. Platz                 |                        |
| 1982/83                | Bayernliga             | V                      | –                      |                        |                        |                        | 4. Platz                 |                        |
| 1983/84                | Bayernliga             | V                      | –                      |                        |                        |                        |                          |                        |
| 1984/85                | Bayernliga             | V                      | –                      | 3. Platz               | RL                     |                        | 2. Gruppe A ↑            |                        |
| 1985/86                | Regionalliga           | I V                    | Süd                    | 8. Platz               |                        | X                      | 1. B Rückzug ↓           |                        |
| 1986/87                | Landesliga             | V I                    | Nord                   | 6. Platz               |                        |                        | –                        |                        |
| 1987/88                | Landesliga             | V I                    | Nord                   | Vizemeister            |                        |                        | –                        |                        |
| 1988/89                | Landesliga             | V I                    | Nord                   | Meister                | BLL                    |                        | Meister ↑                |                        |
| 1989/90                | Bayernliga             | V                      | Gruppe A               | Meister                | BYL                    |                        | Bayr. Meister ↑          |                        |
| 1990/91                | Regionalliga           | I V                    | Süd                    | 3. Platz               | OL                     |                        | 8. Bruppe B              |                        |
| 1991/92                | Regionalliga           | I V                    | Süd                    | 3. Platz               | OL                     |                        | 5. Gruppe B              |                        |
| 1992/93                | Regionalliga           | I V                    | Süd                    | 3. Platz               | OL                     |                        | 7. Gruppe A              |                        |
| 1993/94                | Regionalliga           | I V                    | Süd/A                  | 3. Platz               | 2. Liga                |                        | 8. Gruppe A ↑            |                        |
| 1994/95                | 2. Liga                | I I I                  | Süd                    | 12. Platz              |                        | X                      | 3. Platz                 |                        |
| 1995/96                | 2. Liga                | I I I                  | Süd                    | 14. Platz              |                        | X                      | 1. (Rückzug) ↓           |                        |
| 1996/97                | Bezirksliga            | V I                    | Nord                   |                        |                        |                        | ↑                        |                        |
| 1997/98                | Landesliga             | V                      | Nord                   |                        |                        |                        |                          |                        |
| 1998/99                | Landesliga             | V I                    | Nord                   |                        |                        |                        | ↑                        |                        |
| 1999/00                | Bayernliga             | V                      | –                      | Bayr. Meister          | RL                     |                        | 2. Platz ↑               |                        |
| 2000/01                | Regionalliga           | I V                    | Süd                    | 5. Platz               |                        | X                      | 1. Runde                 | 1.306                  |
| 2001/02                | Regionalliga           | I V                    | Süd                    | 4. Platz               | X                      |                        | Halbfinale ↑             | 1.485                  |
| 2002/03                | Oberliga               | I I I                  | Süd/Ost                | Meister                | X                      |                        | Viertelfinale            | 1.662                  |
| 2003/04                | Oberliga               | I I I                  | –                      | 3. Platz               | X                      |                        | Viertelfinale            | 1.467                  |
| 2004/05                | Oberliga               | I I I                  | Nord/Ost               | 7. Platz               |                        | X                      | 2. N/O (Rückzug) ↓       | .0922                  |
| 2005/06                | Landesliga             | V                      | Nord                   | Meister                | BLL                    |                        | 3. Platz ↑               |                        |
| 2006/07                | Regionalliga           | I V                    | (BYL)                  | 6. Platz               | X                      |                        | Halbfinale               | 1.122                  |
| 2007/08                | Regionalliga           | I V                    | (BYL)                  | 7. Platz               | X                      |                        | 4. Platz                 | 1.125                  |
| 2008/09                | Regionalliga           | I V                    | (BYL)                  | 2. Platz               | X                      |                        | Meister                  | 1.101                  |
| 2009/10                | Regionalliga           | I V                    | (BYL)                  | 8. Platz               | X                      |                        | 4. Gruppe A              | .0883                  |
| 2010/11                | Regionalliga           | I V                    | (BYL)                  | 3. Platz               | X                      |                        | Halbfinale               | .0834                  |
| 2011/12                | Regionalliga           | I V                    | (BYL)                  | 1. Platz               | X                      |                        | Meister ↑                | .0965                  |
| 2012/13                | Oberliga               | I I I                  | Süd                    | 10. Platz              |                        | X                      | 2. Platz                 | .0674                  |
| 2013/14                | Oberliga               | I I I                  | Süd                    | 12. Platz              |                        | X                      | 1. (Rückzug) ↓           | .0580                  |
| 2014/15                | Landesliga             | V                      | Nord/Ost               | 5. Platz               |                        |                        | –                        | .0693                  |
| 2015/16                | Landesliga             | V                      | Nord                   | Vizemeister            | X                      |                        | 4. Platz                 | .0866                  |
| 2016/17                | Landesliga             | V                      | Nord                   | Meister                | X                      |                        | 3. Gruppe A              | .0823                  |
| 2017/18                | Landesliga             | V                      | Nord                   | 4. Platz               | X                      |                        | 2. Gr. C, BLL 3. Platz ↑ | .0801                  |
| 2018/19                | Regionalliga           | I V                    | (BYL)                  | 12. Platz              |                        | X                      | 3. Gr. B,                | .0623                  |
| 2019/20                | Regionalliga           | I V                    | (BYL)                  | 12. Platz              |                        | X                      | 5. Platz                 | 522                    |
| 2020/21                | Regionalliga           | I V                    | (BYL)                  | (9. Platz)             | –                      | –                      | Ende nach 8 Spieltagen   | (Covid–19)             |
| 2021/22                | Regionalliga           | I V                    | (BYL)                  | 13. Platz              |                        | X                      | 11. Platz                | 288                    |
| 2022/23                | Regionalliga           | I V                    | (BYL)                  | 11. Platz              |                        | X                      | 9. Platz                 | 534                    |
| 2023/24                | Regionalliga           | I V                    | (BYL)                  | 14. Platz              |                        | X                      | 5. Platz                 | 430                    |
| 2024/25                | Regionalliga           | I V                    | (BYL)                  | 6. Platz               |                        | X                      | Viertelfinale            | 587                    |

Quelle: hockeyarchives.info Quelle: eishockey-online.com, Auf-/Abstieg ↑ ↓

## Spielstätten
Seine Heimspiele trägt der ERV Schweinfurt im Icedome aus. Dieser besitzt eine Kapazität von etwa 3.000 Zuschauern. Daneben befinden sich Anlagen für Roll- und Inlinehockey.

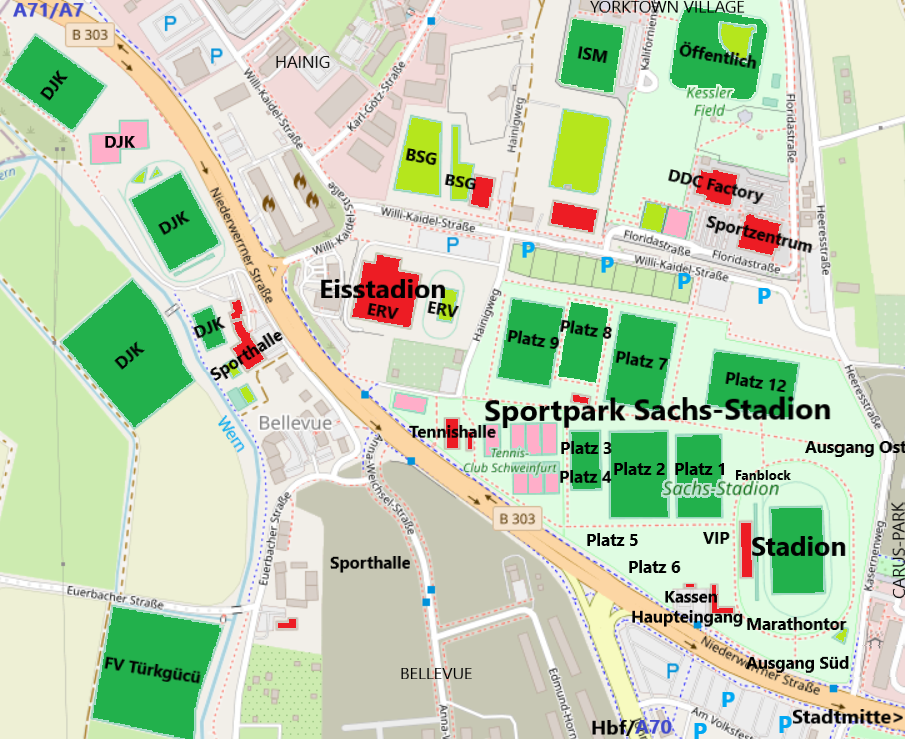
Lage der ERV-Sportstätten am westlichen Rand des Sachs-Stadions